# Slezské Rudoltice
Slezské Rudoltice (niem. Rosswald) – gmina w Czechach, w powiecie Bruntál, w kraju morawsko-śląskim. Według danych z dnia 1 stycznia 2012 liczyła 599 mieszkańców.
Wbrew nazwie miejscowość położona jest na historycznych Morawach (morawskie enklawy na Śląsku). W 1947 roku połączono osobne miejscowości – Městys Rudoltice (Roßwald Markt) oraz Ves Rudoltice (Roßwald Dorf) i nadano im nową, współczesną nazwę. Stare nazwy nadal obowiązują w podziale na gminy katastralne.

## Podział administracyjny
Części gminy
- Slezské Rudoltice (Roßwald, Ruswald)
- Amalín (Amalienfeld)
- Koberno (Kawarn)
- Víno (Weine)

Gminy katastralne
- Koberno
- Městys Rudoltice
- Nový Les (Neuwald)
- Pelhřimovy (Mährisch Pilgersdorf)
- Ves Rudoltice
- Víno

## Osoby urodzone w miejscowości
- Albert Josef Hodic (1706–1778), mecenas sztuki[3]